# Едвард Ліковський
Е́двард Ліко́вський (пол. Edward Likowski; 26 вересня 1836, Вжесьня — 20 лютого 1915, Познань) — польський римо-католицький єпископ, архієпископ Познані та архієпископ Гнєзно і примас Польщі у 1914—1915 роках, історик церкви.

## Життєпис
Народився у Вжесьні. Висвячений у грудні 1861 року. Професор семінарії в Познані. Дійсний член Академії наук (з 1887), а з 1895—1915 Президент Познаньського Товариства друзів науки. Почесний доктор (1900) Ягеллонського університету.

## Праці
- «Historia unii Kościoła ruskiego z Kościołem rzymskim» (1875)
- «Dzieje kościoła unickiego na Litwie i Rusi w XVII i XIX wieku uważane głównie ze względu na przyczyny jego upadku» (1880)
- «Unia brzeska w 1596» (1896)
- «Synody dyecezyi chełmskiej obrządku wschodniego» [Архівовано 28 грудня 2016 у Wayback Machine.] (1902)
- «O rokowaniach poprzedzających unię brzeską (1596 r.)» (1886)
- «Rzut oka na wewnętrzny stan Cerkwi Ruskiej przed Unią Brzeską» // Roczniki Poznańskiego Towarzystwa Przyjaciół Nauk. — t. 20 (1894). — S. 226—265.